# MasTV (España)

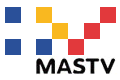

MásTV es una red de contenidos para televisiones locales y autonómicas de España. Su propietaria es Telefónica Servicios Audiovisuales.
MásTV emite todos los días 4 horas de contenidos por el satélite Hispasat, que pueden comprar las televisiones locales y autonómicas por paquetes.